# 1st Love
『1st Love』（ファースト ラブ）は、なにわ男子の1枚目のスタジオ・アルバム。2022年7月13日に発売。

## 概要
本作のリリースは全国9都市を巡るツアー『なにわ男子 Debut Tour 2022 1st Love』の開催決定と共に、2022年5月26日に行われたなにわ男子のデビュー半年記念のインスタライブでファンにいち早く伝えられた。“甘酸っぱさやピュアな気持ちを思い出す最高にキラッキラのアルバム”をコンセプトに、デビュー曲「初心LOVE」、2ndシングル収録の「サチアレ」「The Answer」の他、バラエティーに富んだ10曲の新曲が収録され、全曲がラブソングで構成されている。また、初回限定盤1には関西ジャニーズJr.時代の楽曲が完全収録されている。
本作のリード曲として、関西ジャニーズJr.時代から歌唱してきた「ダイヤモンドスマイル」が新録バージョンとして収録される。6月21日午後7時28分にはYouTube公式チャンネルにてMVが公開された。監督は酒井麻衣が務め、キラキラした楽曲の世界観の中、道枝が白馬に王冠、高橋がチェス、長尾がメジャー、大西が手鏡にメイクブラシなど、それぞれのキャラクターがわかる名刺代わりのような映像に仕上がっている。また、人差し指で"L"を作って頬に当てた「初心LOVE」、親指と人差し指で"O"を作った「The Answer」、"V"サインを見せた「サチアレ」に続き、本作のラストでは3本指で"E"を作って披露。4曲で"LOVE"が完成したと話題になり、「ダイヤモンドスマイル」「ダイスマ」「初心LOVE」「LOVE完成」「最後のポーズ」などの関連ワードがTwitterでトレンド入りした。他にも、結成日や「なにふぁむ」という文字、モールス信号で「なにわ男子」という文字が書かれているなど、細かい仕掛けが各所に施されている。MVは公開から1週間で400万回再生を突破した。
新曲「ちゅきちゅきハリケーン」は、西畑が初めて作詞に挑戦した楽曲であり、タイトルも過去に自分の夢に出てきた言葉をとって名付けたもの
。振付を大西が担当し、6月27日にはメンバー全員、6月29日には西畑と大西による“大西畑”コンビ、藤原と大橋による“丈橋”コンビで楽曲を踊った動画がTikTokで公開された。「ピースを閉じて少し曲げる」「ほっぺに突き刺し ちゅきちゅき」といった歌詞に合わせて踊る“ちゅきちゅきダンス”は注目を集め、7月6日時点でトータル視聴回数は約1600万回を記録。「#ちゅきちゅきダンス」チャレンジが展開され、ソロやグループで挑戦する投稿が相次ぎ、TikTok上における楽曲人気を測るチャート「TikTok Weekly Top 20」でも3位に初登場した。
発売日前日の7月12日には、渋谷の渋谷PARCOの屋上にて『なにわ男子・ファーストアルバム「1st Love」（ファーストラブ）発売記念イベント』が開催された。アルバムのコンセプトをもとに作製された、ピンクのハートをモチーフとした総重量約600キロ、縦横2メートル60センチの大型モニュメントがお披露目され、その後メンバーが「初心LOVE」と「ダイヤモンドスマイル」の2曲を披露。モニュメントは7月13日から22日の午前7時から午後11時まで（最終日のみ午後8時まで）、渋谷PARCO1階の公園通り広場で一般公開された。
8月18日午後9時からはJohnny's net オンラインで本作のリリースを記念した生配信イベント『なにわ男子とLove Summer はじめて尽くしのサマーフェスティバル!!!!!!!』が開催された。

## 特典
先着購入特典
初回限定盤1・初回限定盤2・通常盤のいずれかをCDショップ/オンラインショップで購入した人に、先着で購入者特典が1つ付属する。
- 初回限定盤1：『ダイヤモンドスマイル』オリジナル・ポスター(B2サイズ、メンバー絵柄)
- 初回限定盤2：『Naniwa Danshi』オリジナル・アクリルチャーム(ロゴデザイン)
- 通常盤：『1st Love』オリジナル・ステッカー(ロゴデザイン2種、メンバー絵柄1種)

@Loppi・HMV限定 先着購入特典
初回限定盤1・初回限定盤2・通常盤のいずれかを@Loppi・HMVで購入した人に、先着で購入者特典が1つ付属する。
- 初回限定盤1：A2クリアポスター
- 初回限定盤2：ビッグ缶バッジ(10cm)
- 通常盤：クリアフォトカード

## 収録曲
クレジット出典

### CD

#### Disc 1
1. Overture [0:38]
作曲・編曲：山崎泰之
2. 初心LOVE [3:47]
作詞：栗原暁（Jazzin' park）、作曲：久保田真悟（Jazzin' park）・栗原暁（Jazzin' park）、編曲：久保田真悟（Jazzin' park）
  - 1stシングル
  - GU コラボキャンペーンCMソング[34]
  - ソフトバンク｢5G LAB｣CMソング[34]
  - テレビ朝日系 オシドラサタデー『消えた初恋』主題歌[34]
  - ローソン キャンペーンテーマソング[34]
3. Dreamin' Dreamin' [4:35]
作詞・作曲：youth case、編曲：佐々木博史
4. サチアレ [3:38]
作詞・作曲：北川悠仁、編曲：野間康介・北川悠仁
  - 2ndシングルの2曲目
  - フジテレビ系『めざましテレビ』テーマソング
5. 月火水木君曜日 [3:25]
作詞：Misako Sakazume・17、作曲：Misako Sakazume・17・Takao Fukushima、編曲：pw.a
6. 妄想っちゅーDiscooooooo!! [4:12]
作詞・作曲：丸山漠、編曲：丸山漠・サクマリョウ、ブラスアレンジ：YOKAN、ストリングスアレンジ：雨宮麻未子・宮本將行
  - アドリブ部分が多く、メンバーそれぞれが自由に歌っている[24]。
7. Brand New Heroine [3:40]
作詞：栗原暁（Jazzin' park）、作曲：栗原暁（Jazzin' park）・久保田真悟（Jazzin' park）、編曲：久保田真悟（Jazzin' park）
8. ちゅきちゅきハリケーン [3:28]
作詞：西畑大吾、作曲：KENTZ・Phoenix Storm、51Black Rat、編曲：KENTZ・Peach
  - 西畑の作詞デビュー曲。振付は大西が担当。[18]
9. Welcome to アイラブユー [4:15]
作詞・作曲：youth case、編曲：石塚知生
10. シンシア（通常盤のみ） [4:32]
作詞：miwaflower、作曲：永見和也、編曲：ha-j
  - ABCテレビ・テレビ朝日ドラマL『彼女、お借りします』主題歌
11. Timeless Love（通常盤のみ） [4:39]
作詞・作曲・編曲：Nobuhiro Tahara
  - 日本テレビ系シンドラ『消しゴムをくれた女子を好きになった。』主題歌[35]
12. The Answer [4:20]
作詞・作曲：草川瞬・坂室賢一・佐原康太、編曲：佐原康太、ストリングスアレンジ：立山秋航
  - 2ndシングルの1曲目
  - 日本テレビ系日曜ドラマ『金田一少年の事件簿』主題歌
13. Emerald [4:52]
作詞：KOUDAI IWATSUBO・辻村有記、作曲：Erik Lidbom・KOUDAI IWATSUBO、編曲：佐々木博史
14. ダイヤモンドスマイル [3:40]
作詞：栗原暁（Jazzin' park）、作曲：栗原暁（Jazzin' park）・前田佑、編曲：Peach・前田佑・栗原暁（Jazzin' park）
  - 本作のリード曲[13]。関西ジャニーズJr.時代からの楽曲だが、新たに録音し直されている[13]。

#### Disc 2（初回限定盤1）
1. なにわ Lucky Boy!! [2:30]
作詞：MINE、作曲：MINE・川口進・ATSUSHI SHIMADA・Christofer Erixon、編曲：Dr.Dalmatian
2. アオハル -With U With Me- [3:03]
作詞：川口進、作曲：Josef Melin・川口進、編曲：ha-j
  - テレビ東京系ドラマホリック!『メンズ校』主題歌
3. 僕空〜足跡のない未来〜 [4:17]
作詞・作曲：前山田健一、編曲：大西省吾
  - GO!GO!EXPO テーマソング
4. 2 Faced [4:09]
作詞：磯谷佳江、作曲：小野貴光、編曲：玉木千尋
5. Seven Stars [3:55]
作詞：なにわ男子、作曲・編曲：玉木千尋
6. Shall we... ? [3:23]
作詞：YU-G、作曲：SHIBU・YU-G、編曲：SHIBU
7. Soda Pop Love [4:50]
作詞・作曲：金井奏馬、編曲：桑田健吾
8. Time View〜果てなく続く道〜 [4:05]
作詞：道枝駿佑、作曲：川口進、編曲：川口進・佐原康太
9. 夜這星 [3:40]
作詞：磯谷佳江、作曲：YOSHIHIRO、編曲：出口遼
  - MBSドラマ特区『夢中さ、きみに。』主題歌
10. 夢わたし [4:57]
作詞：MiNE・Atsushi Shimada、 作曲：Fredrik Samsson・MiNE・Atsushi Shimada、編曲：Atsushi Shimada
  - 1stシングルカップリング
  - 2021 ABC夏の高校野球応援ソング
  - 朝日放送・テレビ朝日系『熱闘甲子園』テーマソング

### DVD・BD

#### Disc 3（初回限定盤1）
1. 「ダイヤモンドスマイル」Music Video & Making

#### Disc 2（初回限定盤2）
1. 「なにわ男子 First Live Tour 2019-2020 〜なにわ男子と一緒に#アオハルしよ?〜」@大阪城ホール
初のライブツアーの最終公演がほぼ丸ごと収録される[36]。
  - セットリスト（2020年1月5日）
    - 括弧内は原曲アーティスト

  1. なにわLucky Boy!!
  2. Dial Up（NYC boys）
  3. Seven Stars
  4. Bring it on
  5. バンバンッ!!（ジャニーズWEST）
  6. 猫中毒（テゴマス） - 西畑大吾・大西流星
  7. こんな曲作りました（桐山照史・濵田崇裕） - 長尾謙杜・藤原丈一郎
  8. My Girl（山田涼介・有岡大貴） - 道枝駿佑・高橋恭平
  9. TOP SECRET（大野智） - 大橋和也
  10. BANGER NIGHT（Hey! Say! JUMP）
  11. アオハル -With U With Me-
  12. 正義の味方はあてにならない（SMAP）
  13. We are 男の子!（Hey! Say! JUMP）
  14. イッツ マイ ソウル（関ジャニ∞）
  15. GUTS!（嵐）
  16. ウィークエンダー（Hey! Say! JUMP）
  17. Love so sweet（嵐）
  18. MC
  19. オレンジ（SMAP）
  20. LIL MIRACLE - Lil かんさい
  21. 100% I love you - 関西ジャニーズJr.
  22. Chu Chu Chu - 藤原丈一郎・大橋和也
  23. ペットショップラブモーション（知念侑李・中島裕翔・高木雄也・伊野尾慧） - 大西流星・高橋恭平・長尾謙杜
  24. Kicyu（横山裕・安田章大） - 西畑大吾・道枝駿佑
  25. キ・ス・ウ・マ・イ 〜KISS YOUR MIND〜（Kis-My-Ft2）
  26. ダイヤモンドスマイル
  27. White Love（Hey! Say! JUMP）
  28. Løve Rainbow（嵐）
  29. Midnight Devil
  30. 2 Faced
  31. ロマンティック
  32. Happy Happy Lucky You!!
  33. 僕空〜足跡のない未来〜
  34. 関西アイランド
  35. アオハル -With U With Me-
  36. My dreams

## チャート成績
2022年7月19日発表の7月25日付オリコン週間アルバムランキングで初週72.1万枚を売り上げ、今年度最高初週売上を記録。また、同日付のオリコン週間合算アルバムランキングでも、デジタルアルバムやストリーミングCDのポイント無し、CD売上枚数のポイントのみで1位を記録した。
Billboard JAPANでも、初週72万2777枚を売り上げ、2位と約67万枚の差を付けて「Top Albums Sales」で1位を記録。初週売上枚数はBTSの『Proof』を抜き、今年度のアルバム・セールスの初週売上記録を更新した。また、「HOT Albums」においても、CDセールスの他にルックアップでも1位を記録した。年末に発表された年間売り上げにおいても865,307枚で「TOP Albums Sales」「HOT Albums」共に2位となった。